# Waldgrille

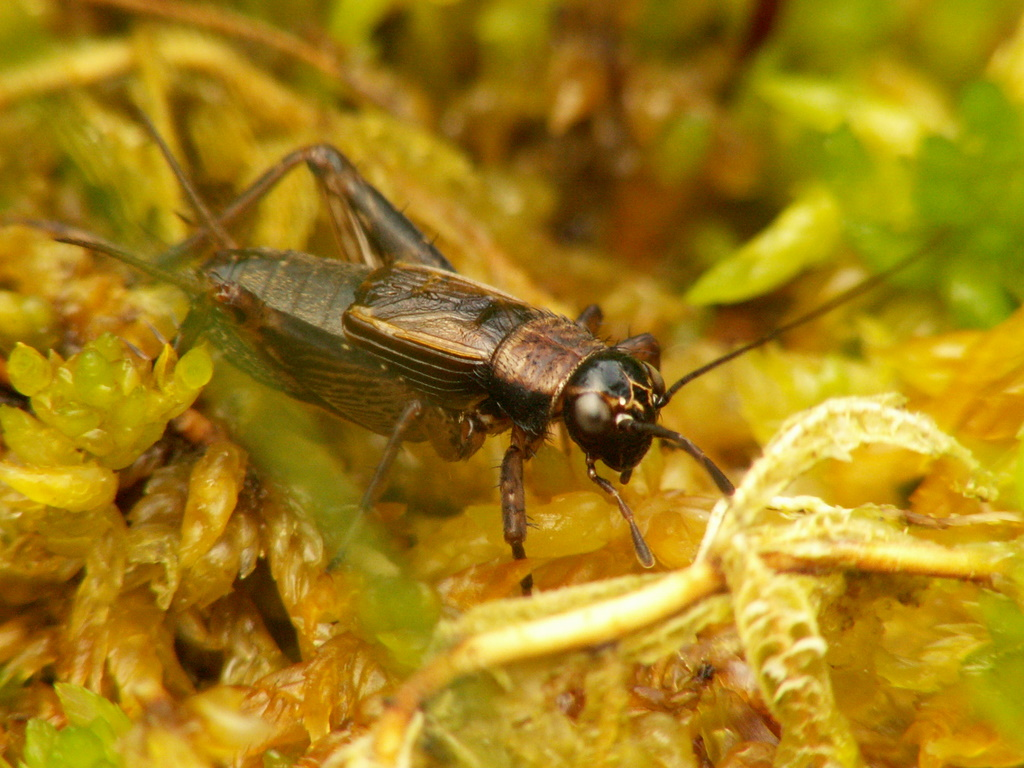
Waldgrille Nemobius sylvestris, Männchen

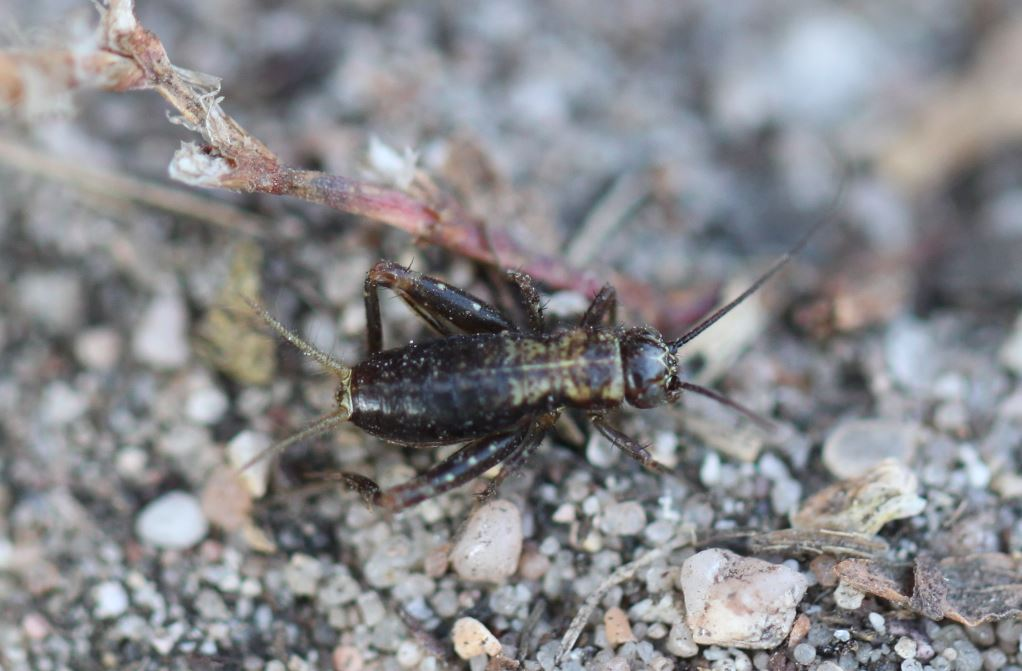
Waldgrille Nemobius sylvestris, Nymphe

Die Waldgrille (Nemobius sylvestris) ist eine Langfühlerschreckenart aus der Familie der Grillen. Es handelt sich um die einzige europäische Art der Gattung Nemobius.

## Merkmale
Mit knapp einem Zentimeter Körperlänge (bei erwachsenen Tieren) ist die Waldgrille wesentlich kleiner als die Feldgrille. Sie besitzt keine Hinterflügel und nur kurze Vorderflügel, die beim Männchen die Hälfte des Hinterleibs bedecken und beim Weibchen auf kurze Schuppen reduziert sind. Die Waldgrille ist damit flugunfähig, das Männchen benutzt die Flügel allerdings als Stridulationsorgan. Die Körperfärbung ist größtenteils dunkelbraun, wobei die Beine und der Halsschild etwas heller sind. Ein auffälliges Merkmal ist ein nach vorne offenes Fünfeck auf dem Kopfschild, das aus dünnen, hellen Linien gebildet wird.

## Verbreitung
Die Waldgrille hat ein relativ beschränktes Verbreitungsgebiet in West- und Mitteleuropa sowie Nordafrika. Von Marokko reicht dieses über die iberische Halbinsel bis nach Südwestpolen, Tschechien und Slowenien, in Italien kommt sie nur im Norden, in England nur im äußersten Süden vor. Weiter im Osten gibt es nur einzelne, teilweise zweifelhafte Nachweise. In Deutschland ist die Waldgrille weit verbreitet und meist sehr häufig, fehlt aber ganz im Norden und im Nordosten.

## Lebensraum
Diese Grillenart lebt im Falllaub von europäischen Laubwäldern. Durch die Überwinterung im Larvenstadium benötigt sie in strengen Wintern zwingend die isolierende Falllaubschicht und ist in Gebieten mit mittleren Wintertemperaturen von deutlich unter −1 °C nicht anzutreffen. Höhere Temperaturen als 25 °C werden nur bei größerer Luftfeuchtigkeit überstanden, da die Waldgrille, besonders als erwachsenes Tier, sehr empfindlich gegen Austrocknung ist. Aus diesen Lebensraumansprüchen erklärt sich die bevorzugte Besiedlung von Laubwäldern in atlantisch geprägtem Klima.

## Fortpflanzung
Das Männchen zirpt in zwei verschiedenen Tonlagen, um das Weibchen anzulocken (lautes Zirpen, Spontangesang) und um es zu umwerben (leises Zirpen, Werbegesang). Wenn nun ein Weibchen auftaucht, wird dieses mit den Fühlern betastet. Hält es still, so signalisiert es Paarungsbereitschaft. Ein Weibchen legt etwa 150 Eier in den oberen Bodenschichten ab. Die Eier ruhen den Winter über, im nächsten Jahr schlüpfen von Juni bis September die Larven, die im fünften von acht Stadien überwintern. In wärmeren Gegenden ist der Entwicklungszyklus auf ein Jahr verkürzt, die Larven schlüpfen in diesem Fall bereits im Jahr der Eiablage. In manchen Gebieten sind beide Entwicklungszyklen möglich, so dass es zu einer Vermischung der beiden im zweijährigen Zyklus isolierten Populationen kommt. Auch große Larven und Grillen überwintern manchmal, die Eiablage im nächsten Frühjahr bleibt dann aber erfolglos.